# 新義安
新義安（しんぎあん、新义安、Sun Yee On、サン・イー・オン）は香港を拠点とする犯罪組織の一つで、三合会に含まれるものである。

## 概要
14Kや和勝和などと並び、三合会を構成するうちの主要な組織として知られている。その成員については2万5千人ほどであるとも6万人ほどであるとも推定されるが、あくまでも推定の域を出ず、その正確な規模については定かではない。その活動域については、香港、東南アジア地域を始めとして、英国、ベルギー、フランス、オランダ、および日本、そして中国大陸の特に広東省など、世界各所に散在しており広域に及ぶものであると見られている。潮州系の洪門とされる。

## 歴史
その発生時期については諸説がある。19世紀後半に生まれた潮洲系秘密結社の流れを汲むとする説や、これを直接の源流とはしないとする説などである。後者の説によるならば、1919年に向前(Heung Chin)なる人物によって香港で創設された義安工商総会なる結社をその直接の起源とする。
新義安は1980年代から1990年代にかけて、香港映画業界の支配権を掌握した。ちなみに、香港映画『ゴッド・ギャンブラー』などで知られる映画俳優・監督向華強（チャールズ・ヒョン、Charles Heung）は、新義安の創設者向前の息子であり、彼自身も新義安の有力者であったといわれる。
香港返還前の1988年から既に中国共産党政府と接触していたことから最も中国政府に近い黒社会組織ともされる。

## 抗争
2009年8月4日、最高幹部の一人である李泰龍がホテルの玄関前において殺害される。

## 摘発
2010年3月30日、香港警察当局は、新義安に対する大規模な捜索に乗り出し、覚せい剤の密売などの疑いで78人を逮捕した。容疑者のうち31人が中学生と高校生で、最年少は13歳という構成員の低年齢化が明らかになった。

## フィクション
2012年8月に発売された、ビデオゲームのスリーピングドッグス 香港秘密警察で新義安をモデルとしたサン・オン・イーという組織が登場する。